# Druhá bitva u Zlatých Hor
Druhá bitva u Zlatých Hor byla válečným střetem mezi pruskou armádou krále Fridricha II. vedenou Johannem Jakobem von Wunsch a rakouským vojskem maršálka Leopolda Dauna vedených plukovníkem Schillerem při pruském pokusu o průnik do rakouského Slezska v rámci války o bavorské dědictví v letech 1778 až 1779. Odehrála se 14. ledna 1779 na vrchu Rochus v blízkosti kaple svatého Rocha poblíž města Zlaté Hory ve Slezsku na pozdější česko-polské hranici. Jednotky rakouské armády ve výrazné početní nevýhodě úspěšně odrazily pruský výpad a protivníkovi způsobily těžké ztráty, což z bitvy dělá jedno z největších střetnutí tohoto spíše pozičního konfliktu.
Jednalo se o druhý bojový prusko-rakouský střet u Zlatých Hor: první bitva zde byla v menším rozsahu svedena během sedmileté války roku 1759.

## Předehra
30. prosince 1777 zemřel v Bavorsku poslední člen vilemínské (starobavorské) linie rodu Wittelsbachů, kurfiřt Maxmilián Josef. Jelikož po sobě nezanechal dědice, přešly dědické nároky na falckého kurfiřta z téhož rodu (rudolfínské linie) Karla Teodora. Tato okolnost se zdála příznivá pro římskoněmeckého císaře Josefa II., který by nyní mohl uskutečnit svůj záměr výměny vzdáleného Rakouského Nizozemí za Bavorsko. Politická situace v Evropě hrála v jeho prospěch a 14. ledna 1778 Karel Teodor uznal rakouské nároky na Bavorsko. O dva dny později 10 000 císařských vojáků překročilo hranice země. Rakouská monarchie tím dosáhla výsadního postavení v rámci celé římskoněmecké říše a zároveň územního scelení.  
Tato politika však narazila na odpor pruského krále Fridricha II., který se po celý život snažil zachovat v říši rovnováhu sil, ovšem s výjimkou svého království, pro něž chtěl získat výsadní postavení, což potvrdil ráznými taženími, především proti Rakousku, v nedávné sedmileté válce Neprodleně proto zahájil diplomatickou intervenci u zahraničních dvorů a brzy na svou stranu získal řadu cenných spojenců. Na jaře pak došlo k selhání dalších jednání a mobilizaci pruských a rakouských pohraničních jednotek. Současně se Fridrich II. snažil získat od říšského sněmu pověření k uskutečnění exekuce Bavorska. K největší eskalaci napětí došlo 15. června, kdy pruský panovník ultimativně požadoval jednoznačnou odpověď na to, jaké oblasti si Rakousko nárokuje a jakého odškodnění se dostane Karlu Theodorovi a Sasku. Vyhýbavou odpověď obdržel 27. června. Tato reakce jej naprosto neuspokojila, a tak 3. července vyhlásil Rakousku válku.
5. července 1778 překročil předvoj 1. pruské armády o síle 87 000 mužů pod velením Fridricha II. české hranice u Náchoda a vojsko pak obsadilo oblast východních Čech s hlavním velitelskýmstanem ve Vlčkovicích. Do jeho blízkosti se posléze dostala 2. armády pod velením polního maršála Gideona von Laudona a posléze též 1. armáda pod velením císaře Josefa II., maršála Lacyho a maršála Hadika, která v příštích dvou měsících sváděla s Prusy taktické přesuny vojsk a drobné střety předsunutých jednotek, aniž by armády nalezly vhodnou pozici pro rozhodující polní střet. Fronta se otevřela také ve Slezsku. Počátkem září 1778 pak Laudonova armáda začala útočit od Labe a tlačila Pruské síly severně, na základě jednání z konce září bylo však na základě přání císařovny Marie Terezie upuštěno od svedení rozhodující bitvy a pruským vojskům byl umožněn bezpečný ústup do Saska. Další tíha bojů konfliktu byla přenesena na frontu na hranici rakouského a pruského Slezska. 

## Průběh bitvy

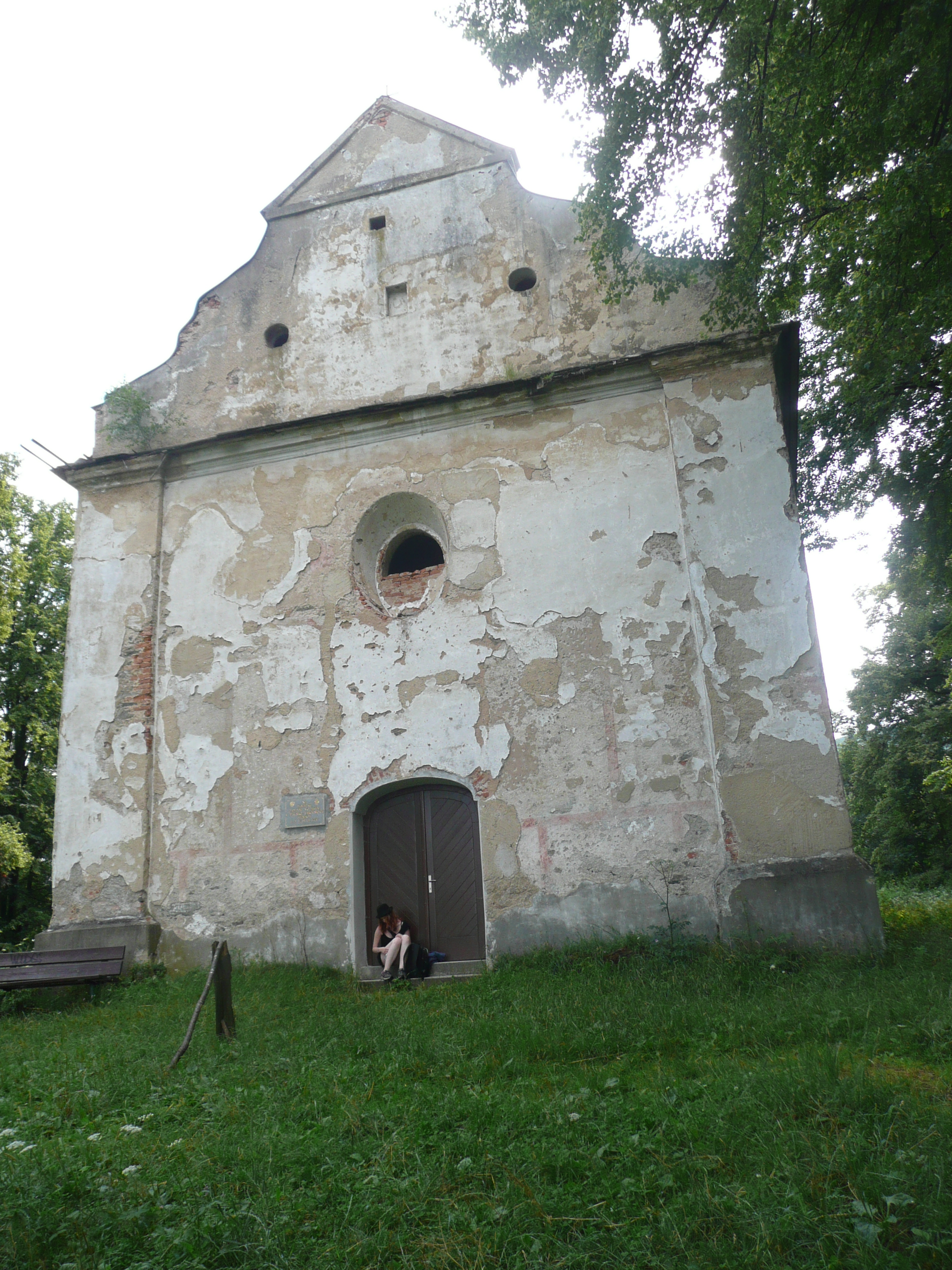
Kaple svatého Rocha na vrchu Rochus ve Zlatých Horách

S novým rokem bylo rozhodnuto o podniknutí nového pruského útoku na hranici pruského a rakouského Slezska. 14. ledna ráno 1779 pruské vojsko o síle 14 batalionů, 2 eskader a dělostřeleckého sboru (cca 10 000 mužů), kterému velel generál von Wunsch, táhnoucí ve směru od Nysy překročilo rakouskou hranici a postupovalo směrem k příhraniční obci Zuckmantel (Zlaté Hory). Na odpor se mu postavila rakouská bojová formace plukovníka Schillera, příslušící k armádnímu útvaru maršála Leopolda Dauna, který s několika sty dragouny a osmi děly zaujal výhodné postavení na vrchu Rochus u kaple svatého Rocha. Další pozice držely Wanachovy sbory dobrovolníků a Chorvatů u Ondřejovic.
Generál von Wunsch nařídil svému vojsku se rozdělit na dvě útočná křídla a zahájit útok na vrch Rochus. Dělostřelecká palba se však ukázala jako neúčinná, při pěším útoku museli Prusové útočit směrem do prudkého kopce, pohyb navíc komplikovaly sněhové závěje a mráz. Naproti tomu výhodné střelecké postavení dokázalo rakouské vojsko dobře využít a i v situaci několikanásobného pruského přečíslení bylo schopno útoky nepřítele mimořádně efektivně odrážet a způsobovat mu těžké ztráty. Poté, co útok na Rochus selhal, pokusil se von Wunsch soustředit útok na levé rakouské křídlo u tzv. Řeznického dvora, který málem vyvolal průlom v rakouské linii, nicméně posily plukovníka Schillera pruské vítězství odvrátily. Po tomto selhání ustoupily pruské síly zpět do slezské Nysy.
Rakušané u Zaltch rozhodně porazili Prusy se ztrátou pouhých 6 mužů a 20 zraněných, pruské ztráty jsou naproti tomu odhadovány přibližně na tisíc padlých a další stovky zraněných. Na bojišti zůstalo ležet na 2000 pruských mušket.

## Hodnocení bitvy
Voje pruské armády pak bez dalších větších srážek s císařskou armádou ustoupily přes Kladsko do Pruského Slezska. přípravy k dalšímu konfliktu byly přerušeny 7. března uzavřením příměří a následným diplomatickým jednáním v Těšíně. Rokování bylo ukončeno 13. května podepsáním těšínské mírové smlouvy. Podle ní se vlády v Bavorsku ujal dolnofalcký kurfiřt Karel Teodor a jeho nástupcem byl potvrzen vévoda Karel Zweibrückenský. Rakousku bylo přiřčeno pouze nevelké území jihovýchodně od soutoku Innu a Dunaje, kde žilo okolo 60 000 obyvatel. Prusko za válku zaplatilo 30 milionů tolarů a 20 000 lidských životů.
Srážka tak byla jednou z posledních ozbrojených akcí celé války o bavorské dědictví a vzhledem k počtu zapojených a padlých vojáků také jednou z největších bitev konfliktu.
Bitvu připomíná také freska v kapli svatého Rocha v bezprostřední blízkosti místa střetu.
Na místě bitev byl roku 1996 vybudován pomník padlým pruským vojákům v letech 1759 a 1779.